# Ebbw Vale South
Ebbw Vale South är en community i Blaenau Gwent i Wales. Den har 4 274 invånare (2011).
Den utgör en del av orten Ebbw Vale.